# 조재훈
조재훈(趙在勳, 1950년 3월 1일~2007년 1월 23일)은 대한민국의 배우이다. 장녀는 배우 조향기이다.

## 출연작
- 《전우》 (KBS 1975년)
- 《대한국인》 (KBS 1979년)
- 《파천무》 (KBS 1980년)
- 《붉은 왕조》 (KBS 1980년)
- 《풍운》 (KBS 1982년)
- 《그 여름의 이틀》 (KBS 1982년)
- 《우둥불》 (KBS 1982년)
- 《개국》 (KBS 1983년)
- 《전우》 (KBS 1983년)
- 《님의 침묵》 (KBS 1986년)
- 《길손》 (KBS 1986년)
- 《초혼가》 (KBS 1986년)
- 《토지》 (KBS 1987년)
- 《사로잡힌 영혼》 (KBS 1988년)
- 《조명하》 (KBS 1989년)
- 《파천무》 (KBS 1990년)
- 《꽃 피고 새 울면》 (KBS 1990년)
- 《대추나무 사랑걸렸네》 (KBS 1991년)
- 《왕도》 (KBS 1991년)
- 《삼국기》 (KBS 1992년)
- 《내일은 사랑》 (KBS 1992년)
- 《TV 손자병법》 (KBS 1992년)
- 《봉이전》 (KBS 1993년)
- 《먼동》 (KBS 1993년)
- 《제3공화국》(MBC 1993년)
- 《청춘극장》 (KBS 1993년)
- 《신 손자병법》 (KBS 1994년)
- 《한명회》 (KBS 1994년)
- 《사라비아 공화국》 (KBS 1994년)
- 《다큐멘터리극장 12.12편》 (KBS 1994년) 신윤희 중령역
- 《장녹수》 (KBS 1995년)
- 《옥이 이모》 (SBS 1995년)
- 《서궁》 (KBS 1995년)
- 《코리아 게이트》 (SBS 1995년)
- 《김구》 (KBS 1995년)
- 《제4공화국》 (MBC 1995년)
- 《코리아게이트》 (SBS 1995년)
- 《찬란한 여명》 (KBS 1995년)
- 《해빙》 (SBS 1995년)
- 《안중근》 (SBS 1996년)
- 《첫사랑》 (KBS 1996년)
- 《용의 눈물》 (KBS 1996년)
- 《머나먼 나라》 (KBS 1996년)
- 《정때문에》 (KBS 1997년)
- 《삼김시대》 (SBS 1998년)
- 《야망의 전설》 (KBS 1998년)
- 《왕과비》 (KBS 1998년)
- 《네 꿈을 펼쳐라》 (EBS 1999년)
- 《국희》 (MBC 1999년)
- 《꼭지》 (KBS 2000년)
- 《태조 왕건》 (KBS 2000년)
- 《소설 목민심서》 (KBS 2000년)
- 《덕이》 (SBS 2000년)
- 《가을동화》 (KBS 2000년)
- 《여인천하》 (SBS 2001년)
- 《명성황후》 (KBS 2001년)
- 《유리구두》 (SBS 2002년)
- 《야인시대》 (SBS 2002년)
- 《왕의 여자》 (SBS 2003년)
- 《장길산》 (SBS 2004년)

## 학력
- 전주고등학교 졸업
- 한양대학교 연극영화학 학사(1977년 2월)